# Koltai Virgil
Koltai Virgil, teljes nevén Koltai Virgil Antal, eredeti nevén Chromecsek Virgil (Csorna, 1857. március 22. – Budapest, 1907. február 28.) kilépett bencés szerzetes, római katolikus pap, középiskolai tanár, irodalomtörténész, műfordító, költő, újságíró.

## Pályája
Iskoláit 1867–1873-ban Győrött, majd a Benedek-rendbe lépve Pannonhalmán végezte. 1879-ben áldozópappá szentelték föl, utána gimnáziumi tanár volt Esztergomban. 1882-ben Budapestre ment tanulmányainak kiegészítése végett. 1883 januárjában bölcsészdoktori oklevelet nyert. Komáromban, majd Győrött tanította a magyar irodalmat, egyszersmind a győri jogakadémián a bölcselet magántanára volt (1887–1890). 1890-ben kilépett a rendből és a fővárosban a László-féle főgimnáziumban és a IX. kerületi felső kereskedelmi iskolában kapott tanári állást. 1892-ben szervezte a Röser-féle gimnáziumot, melynek azután három évig igazgatója volt. 1893-ban felvételt nyert a Könyves Kálmán szabadkőműves páholyba. 1894-ben Budapesten a VII. kerületi, 1895-ben a VIII. kerületi gimnáziumba helyezték, utóbbiban ideiglenes az igazgatói teendőket és az új gimnázium szervezését is végezte. 1896-ban a budapesti kereskedelmi akadémián a magyar nyelvi tanszék rendes tanára lett. Chromecsek családi nevét 1877-ben változtatta Koltaira.
A Fiumei úti sírkertben az első sírja a 17/2. parcellában volt, ahonnan 1947-ben temették át a jelenlegi 34-2-105. számú sírhelyére. 2007-től a Nemzeti sírkert részeként védett síremlékét, melyben Dr. Kopp Lajossal és annak feleségével együtt nyugszik, 2010-ben újította fel a Nemzeti Emlékhely és Kegyeleti Bizottság.

## Művei

### Cikkei
Cikkei a Katholikus Hetilapban (1879. Pannonhalma ünnepe), az Esztergomban (1880-1881. Ányos Pál élete és költészete), a Figyelőben (XI. 1881. Ányos Pál, XII. 1882. Adalékok Baróti Szabó Dávid munkásságához, XIII. Baróti Szabó Dávid soros versei, Korszellem és Költészet, XVII. 1884. A specificus magyar műdal kifejlődése XXVI. 1889. Dr. Kovács Pál kiadatlan versei); a Közoktatásban (1881-83. A középiskolai magyar irásbeli dolgozatok, A magyar irodalmi oktatás középiskoláinkban és könyvism.); a M. Koronában (1882. 348. sz. Cuczor Gergely, 1885. 13. sz. A Csikváry család); a Fővárosi Lapokban (1883. A teljes Hunyadiász terve, Költői igazságszolgáltatás népdalainkban); a Győri Közlönyben (1884. 104. sz. Cuczor kisebb elbeszélő költeményei, 1887. 89. sat. sz. Petőfi és a szabadságharc, 1889. 24. sz. Költészetünk vallásos jelleme a középkorban, 152. sz. Takácsi Józsa, egy ismeretlen kath. költő); a Győri Hiradóban (1885. Kisfaludy Sándor és a balatonfüredi színház, Petőfi és Arany); a Győri Hirlapban (1886. 4., 5. sz. Győr száz év előtt, 1887. 47. és köv. sz., Középkori verses elbeszélés, 1889. 7. és köv. sz. Dr. Kovács Pál és a győri magyar szinészet, 1891. 20. sz. Irodalomtörténetünk nagy alakjai, gr. Zrinyi Miklós és Gyöngyösi István); a Reményben (1887. Vörösmarty, Petőfi, Arany mint hazafias költők); a Pesti Naplóban (1888. 36. sz. Kisfaludy Károly emlékezete 1892. 19., 20. A hirlapirodalom Győrött); az Egyházi közlönyben (1889. Katholikus papságunk nemzeti irodalmunk ujjászületése korában); a Nemzetben (1890. 295. sz. Egy pillantás nemzeti szinészetünk első küzdelmeire); a IX. ker. polg és kereskedelmi iskola Értesítőjében (1892. Petőfi és Arany, ismertetve Szigetvári Ivántól az Egyetemes Philologiai Közlönyben 1893. 772. lap); az Életben (1893. Lamennais Ferenc); írt még az Egyetemes Közoktatási Szemlébe (1892. tanügyi cikkek); a Szépművészeti Lapokba (1891. A szépművészetek minisztériuma); a Hazánkba (1894. 86. sz. Kossuth és Petőfi); a M. Hirlapba (1891-92. szépirodalmi közlések és költemények): a Nyugatmagyarorsági Hiradóba (1892. 132. sz. A magyar nemzet loyalitása költészetében); a László-féle főgymnasium Értesítőjében (1891. Nemzeti irodalomtörténetünk korszakos felosztásáról, ism. Egyet. Philol. Közlöny); az Egyetértésben (1891. 246. sz. Emlékezés a Radió költőjére); a budapesti VIII. ker. gymnasium Értesítőjében (1896. Egy új ezredév küszöbén); a budapesti kereskedelmi akadémia Értesítőjében (1898, Tiz halhatatlan); írt még az Előkelővilág, Természet, Magyar Salon, Ország-Világ, Soproni Napló c. lapokba.
Szerkesztette a Győri Hiradót 1885-ben és a Magyar Nők Lapját 1893 májustól 1894 elejéig Budapesten.
Álnevei, jegyei: Karsai Virgil. (Kath. Hetilapban 1875-79.), Aristides, Gyula, Gyöngyösi Gyula, Julius, Szatir, XY, i-l és -l (Győri Hiradó, Esztergomi Közlöny. M. Korona.)

### Könyvei

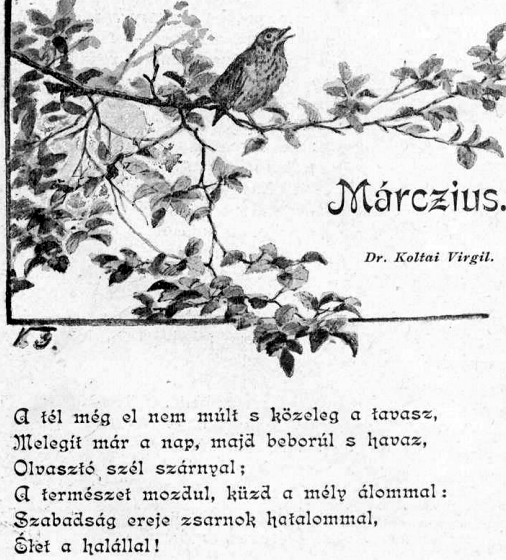
Márczius c. versének első versszaka (1898)

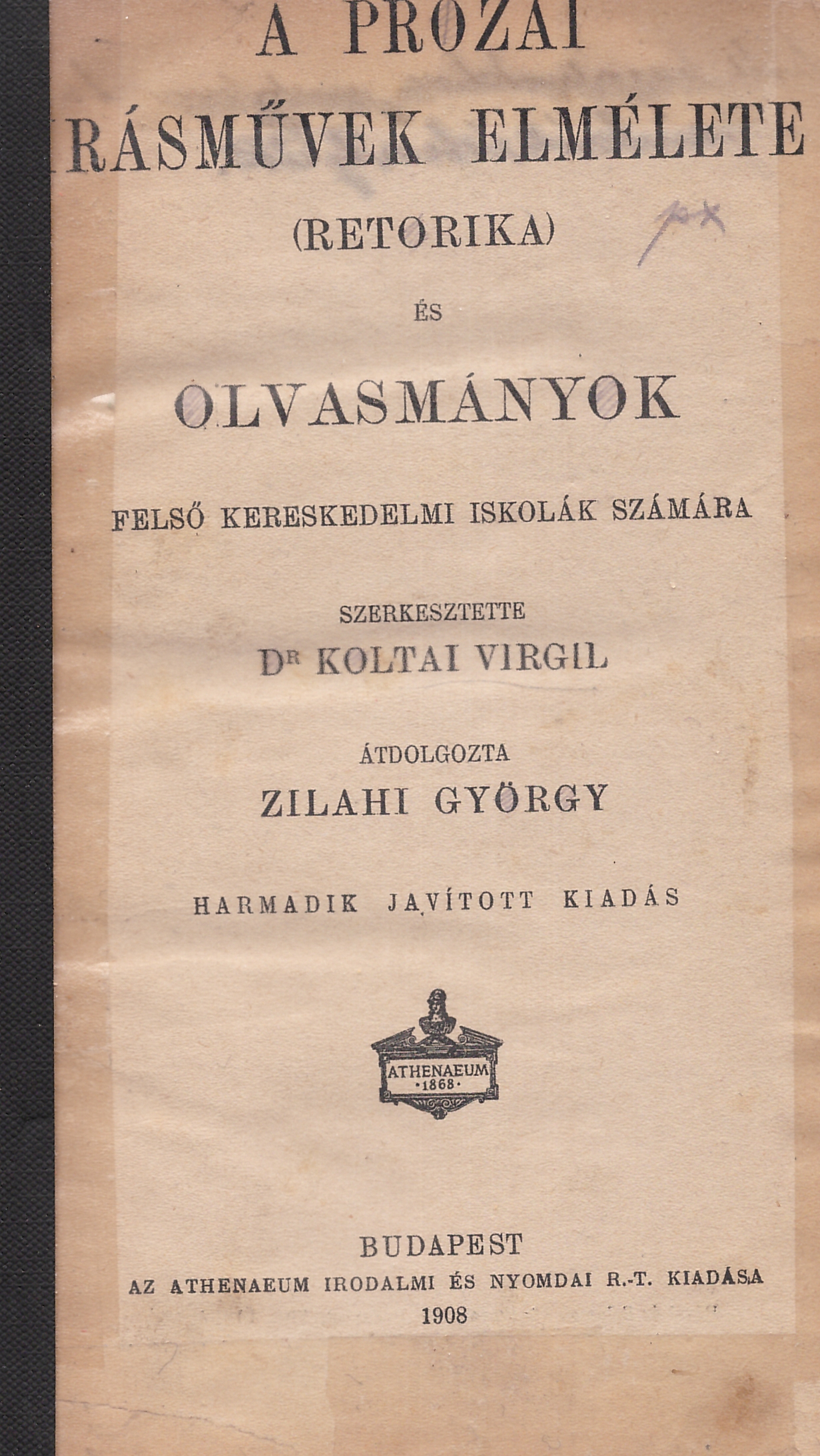
A prózai írásművek elmélete (1908-as kiadás)

- Ányos Pál élete és költészete. Bölcsészettudori értekezés. Budapest, 1882.
- A magyar szabadságharczok vezérei. A serdültebb ifjuság részére, Budapest, é. n. [1882 után][5][6]
- Stilisztika. I. rész Irálytan, II. Szerkesztéstan. Budapest, 1883–1884. (I. r. 2. jav. kiadás. Budapest, 1886. 3 átdolg. k. Budapest, 1893. 4. k. Budapest, 1896. II. r. 2. kiadás. Budapest, 1893.)
- A költői műfajok rövid elmélete. Győr, 1884.
- Irodalomtörténeti s aesthetikai tanulmányok. Budapest, 1885. (Ism. Magyar Korona 6. sz. Tanáregylet Közlönye 1886. Válasz, Közoktatás 8. sz.)
- Czuczor Gergely élete és munkái. Budapest, 1885. (Ism. Egyetértés 59. szám, Pesti Napló 74 sz., Nemzet 148. sz., Századok 1886.)
- A verses elbeszélés története. 1887. (Ism. P. Napló 213. sz.)
- Arany János élete és költészete. Irodalomtörténeti vázlat. Győr, 1886. (Különny. a győri főgymn. Értesítőjéből. Ism. P. Napló 1885. 183., Egyetértés 197. sz. Remény 1. sz., Egyet. Philol. Közlöny 1887.)
- A verses elbeszélés története I. rész. A legrégibb időtől a XVI. századig. Budapest, 1887. (Ism. P. Napló 213. sz. Századok, Egyet. Philol. Közlöny 1888.)
- Fáy András élete és működése. Győr, 1888. (Ism. Egyetértés 181., Főv. Lapok 216. sz.)
- Ujabb angol költők. Angolból. Győr, 1888. (Egyetemes Könyvtár 5. Tennyson, Browning Clough, Arnold, A. Ch. Swinburne, Longfellow.)
- Burns élete. Carlye után ford. Győr, 1889.
- Kovács Pál élete és működése. Győr, 1889.
- Győr színészete. Győr, 1889-90. Két kötet. (I. rész 1849-ig, II. rész 1849-től 1885-ig. Ism. Egyet. Philol. Közlöny 1890-91. és Századok 1891.)
- Petőfi Sándor. Irodalomtörténeti tanulmány. Sopron, 1893. (Ism. Élet 473. l., Egyetemes Philologiai Közlöny 359. l.)
- Hoffmann Ferencz elbeszélései. (René, óvakodjál az első ballépéstől, A valódi boldogság). Ugyanott, 1893.
- Az özvegy és leányai. Regény. Schwarz Zsófia után fordítva. Budapest, 1894.
- A sógornők. Regény. Schwarz M. Zsófia után ford. Budapest, 1894.
- Baumbach Rudolf. Regék. Ford. Budapest, 1894.
- Jókai Mór 50 éves írói jubileuma alkalmából. Budapest, 1895. (Ism. Egyet. Philologiai Közlöny.)
- A Könyves Kálmán "Az előítéletek legyőzéséhez" cz. páholy története 1872-1896.
- Egy új ezredév küszöbén. Budapest, 1896.
- Robinson Crusoe. Campe és Hoffmann Ferencz után az ifjúság számára átdolgozta. Budapest, 1897.
- Tükördarabok. Képek a deákéletből. Budapest, 1897.
- Gulliver utazása. Swift-Fehleisen után. Budapest, 1897.
- Az ezeregy éjszaka meséiből. Grimm után. Budapest, 1897.
- Népmesék. Beschtein, Grimm, Andersen után. Budapest, 1897.
- Münchhausen kalandjai. Höcker O. után. Budapest, 1897.
- Az oktató mese. Budapest, 1901.
- A szabadkőművesség és a nyilvánosság. A Könyves Kálmán [Páholy] 1904. márczius 29-én tartott díszmunkáján felolvasta - -, 1904.
- Válogatott munkái. Budapest, 1908.
- A prózai írásművek elmélete (retorika) és olvasmányok felső kereskedelmi iskolák számára. 1. r. Átdolg.: Zilahi György. 4. jav. kiad. Budapest, 1911[7]